# Townend-Ring

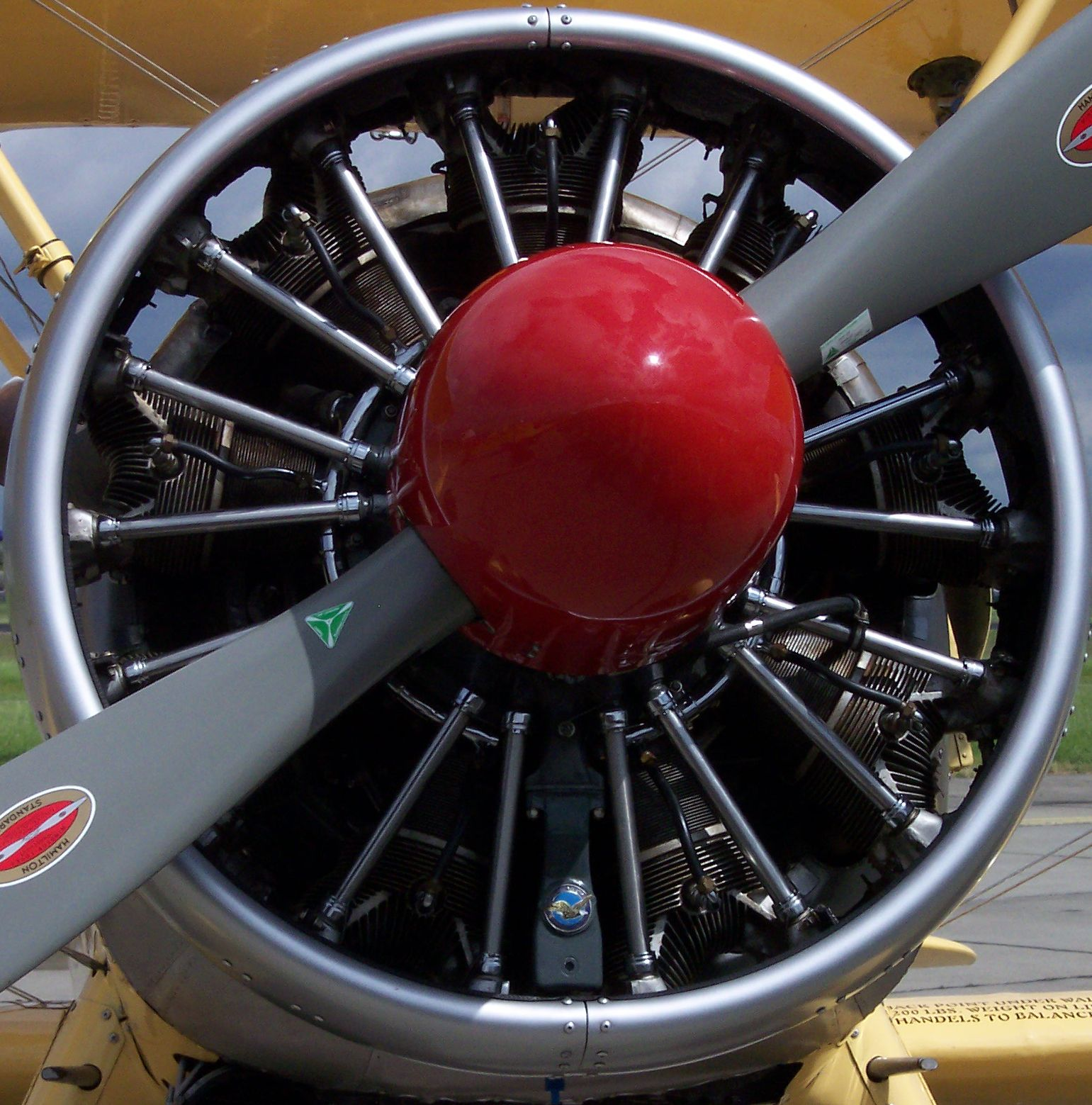
„Pratt & Whitney R-985“-Sternmotor mit Townend-Ring

Ein Townend-Ring ist eine Motorverkleidung (Cowling) für einen Sternmotor. Dabei wird ein aerodynamisch geformter Ring oberhalb der Zylinderköpfe des Motors befestigt.
Dies sorgt für einen definierten Luftstrom durch den Motor und die Verringerung von Verwirbelungen, ohne die Kühlung dadurch zu verschlechtern.
Benannt ist er nach seinem Entwickler Hubert Townend, der für das Britische National Physical Laboratory arbeitete. Das Patent wurde am 10. Juli 1928 in Großbritannien angemeldet.

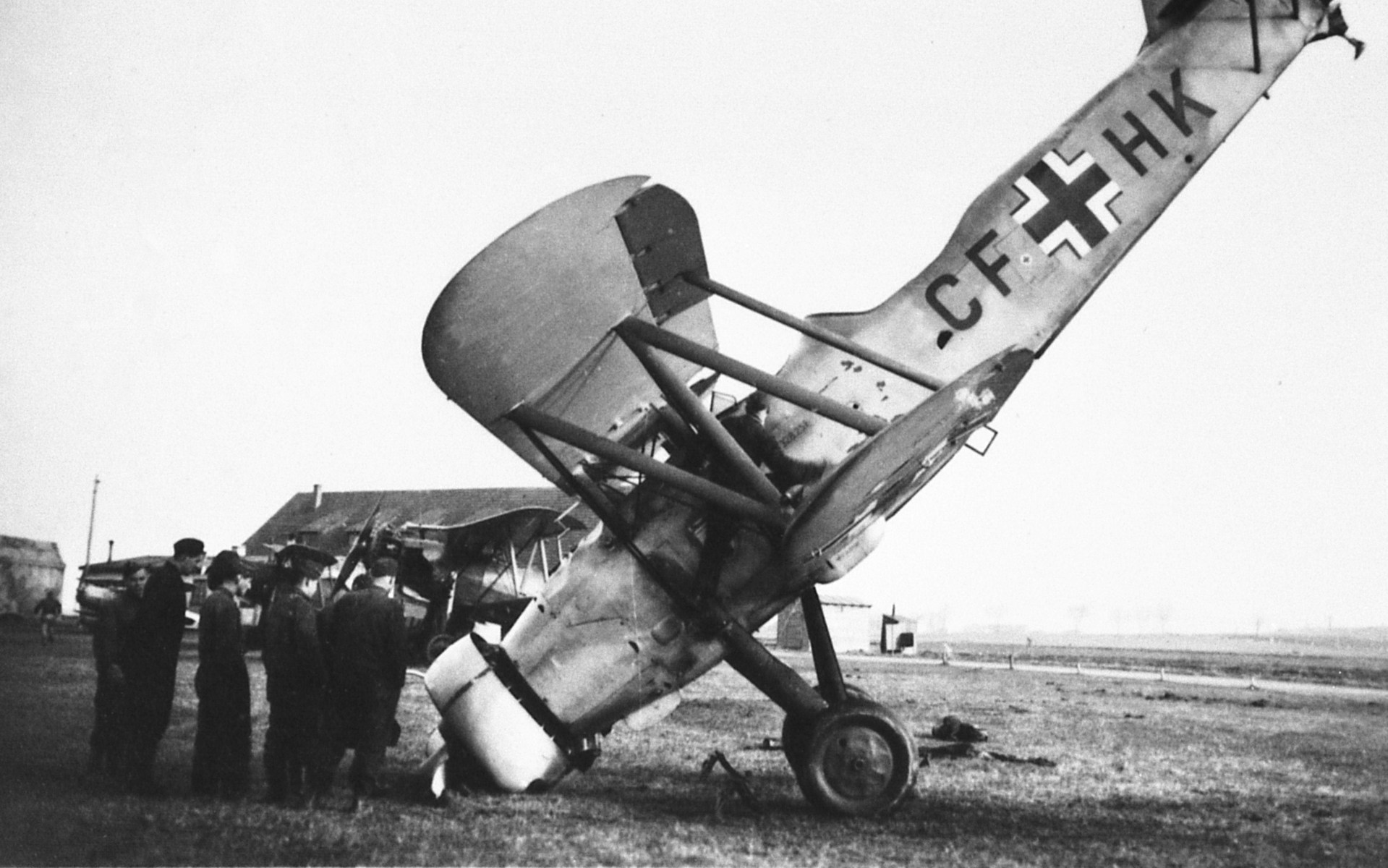
Letov S-328 mit und ohne Townend-Ring

Die Idee des Townendringes wurde mit der NACA-Haube vollendet. Townendringe werden heute nicht mehr angewendet. Sie kamen nur in den 1920er und 1930er Jahren zum Einsatz.